# Sint-Pieters-Leeuw
Sint-Pieters-Leeuw (in francese Leeuw-Saint-Pierre) è un comune belga di 30 929 abitanti nelle Fiandre (Brabante Fiammingo).